# Cmentarz żydowski w Ustrzykach Dolnych
Cmentarz żydowski w Ustrzykach Dolnych – kirkut społeczności żydowskiej zamieszkującej niegdyś Ustrzyki Dolne i okoliczne miejscowości oraz podlegającej ustrzyckiemu kahałowi. Powstał przypuszczalnie w XVIII wieku. Znajduje się w południowej części miasta. Został częściowo zniszczony podczas II wojny światowej. Nie jest wpisany do rejestru zabytków.

## Położenie
Cmentarz żydowski w Ustrzykach Dolnych znajduje się w południowej części miejscowości. Brak jest przy tym możliwości dojazdu do cmentarza jakąkolwiek miejską ulicą. Istniejące dojście prowadzi drogami polnymi od ulicy Kolejowej.
Cmentarz ma kształt nieregularnego czworokąta i znajduje się na północnych zboczach góry Gromadzyń. Od północy sąsiaduje z torami linii kolejowej nr 108, od wschodu – z polami i boiskiem piłkarskim miejscowego klubu, od południa – z polami, zaś od zachodu – z bezimiennym potokiem – dopływem rzeki Strwiąż. Rozciąga się wzdłuż osi północ-południe. Ma powierzchnię około 0,8 ha. Znajduje się na działkach nr 1795 i 1796. Jest nieogrodzony, lecz na jego naturalnych granicach od wschodu i południa rosną szpalery lip. Brak jest danych dotyczących ogrodzenia cmentarza przed II wojną światową. Nie zachowały się ślady po domu przedpogrzebowym znajdującym się niegdyś w południowo-zachodnim narożniku kirkutu. Wobec braku ogrodzenia cmentarz jest dostępny z każdej strony. Nie wiadomo, gdzie znajdowało się wejście przed II wojną światową.

## Historia
Cmentarz żydowski w Ustrzykach Dolnych powstał zapewne w drugiej połowie XVIII wieku, jednak data roczna pozostaje nieznana.
Powstanie cmentarza jest ściśle związane z prężnym rozwojem lokalnej społeczności żydowskiej. Pierwsze wzmianki o żyjących w Ustrzykach Żydach dotyczą początku XVII stulecia, a lawinowy rozwój osadnictwa żydowskiego w mieście miał miejsce w drugiej połowie XIX wieku – po powstaniu połączenia kolejowego z Przemyślem, Koszycami, Jasłem, Krosnem i Sanokiem. W 1900 roku stanowili oni już około 61% mieszkańców. W początkach swej obecności w Ustrzykach Dolnych ludność żydowska podlegała leskiemu kahałowi. Około 1777 roku powstał w Ustrzykach przykahałek. Istnienie samodzielnej gminy żydowskiej w Ustrzykach Dolnych jest potwierdzone dopiero w odniesieniu do lat 30. XIX wieku. Nie wiadomo, gdzie ustrzyccy Żydzi grzebali swoich zmarłych przed powstaniem tutejszego kirkutu. Mogli to czynić na cmentarzu w Lesku, lecz mogło również być tak, iż – dla uniknięcia niewygód i kosztów – cmentarz żydowski w Ustrzykach Dolnych powstał wcześniej niż się zakłada (przed drugą połową XVIII w.) i to na nim odbywały się pochówki.
Brak jest danych dotyczących historii cmentarza podczas I wojny światowej. Nie wiadomo, czy byli na nim chowani polegli żydowscy żołnierze walczących armii.
Cmentarz został zniszczony przez Niemców podczas II wojny światowej. Część nagrobków została przez nich wykorzystana do utwardzania ulic i budowy mostów. W latach 1993 i 1995 podczas prac budowlanych na terenie miasta odnaleziono kilkadziesiąt użytych w ten sposób nagrobków, które zwrócono na cmentarz. Cmentarz był w czasie II wojny światowej miejscem masowych pochówków podczas eksterminacji żydowskiej ludności miasta, a także miejscem egzekucji uciekinierów z transportów do obozu zagłady w Bełżcu. Egzekucje te miały miejsce w styczniu (24 osoby) i sierpniu (kilkanaście osób) 1943 roku.
Do chwili powrotu Ustrzyk Dolnych do Polski w 1951 roku w związku z umową z ZSRR cmentarz, tak jak i całe miasto, znajdował się w granicach Związku Radzieckiego. Brak jest danych odnośnie do losu cmentarza w tym okresie, aczkolwiek przypuszcza się, iż mogły na nim zostać pochowane szczątki Żydów ekshumowanych ze zbiorowej mogiły w Brzegach Dolnych. Po zakończeniu II wojny światowej pozbawiony opieki cmentarz popadł w zapomnienie i niszczał.

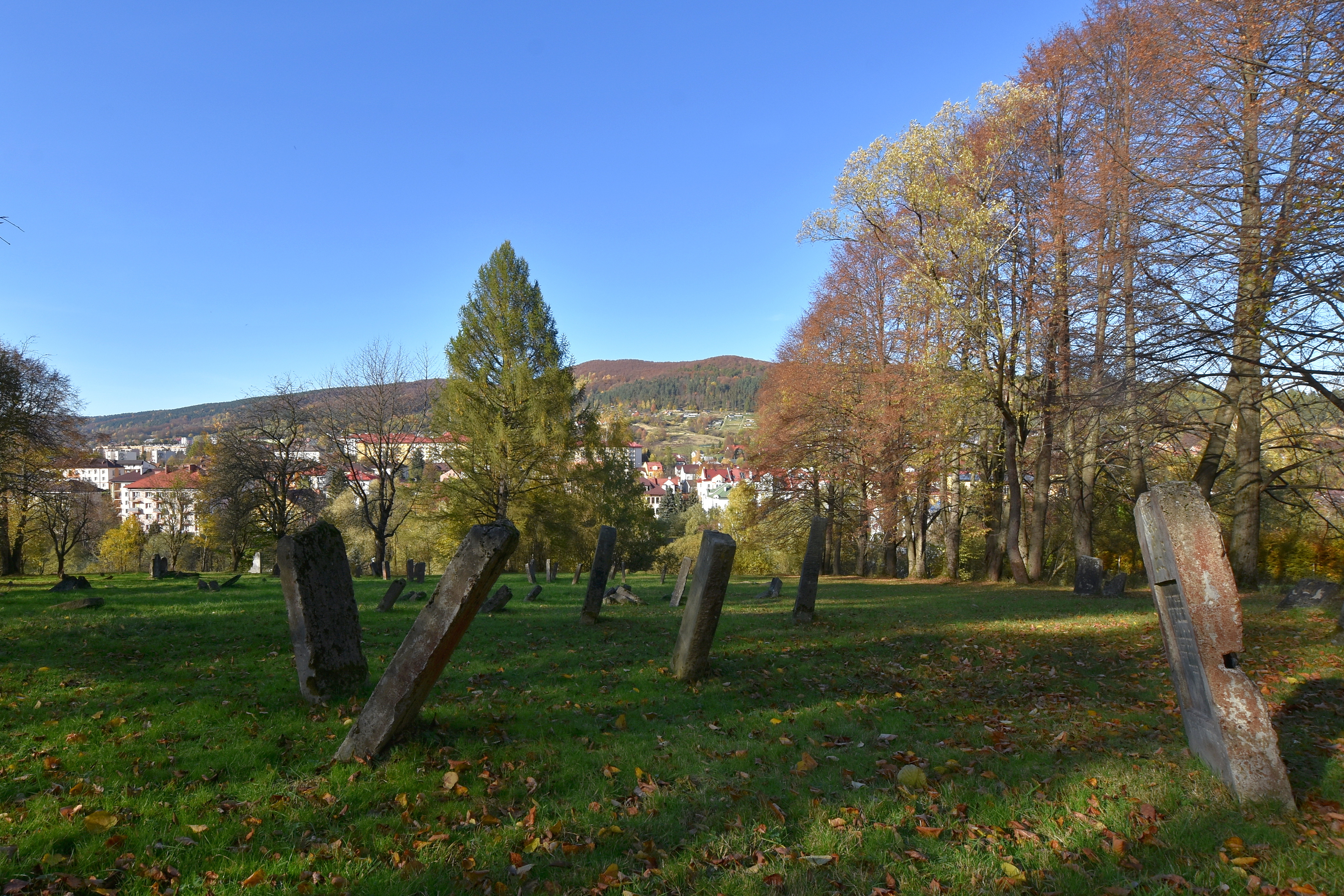
Widok ogólny
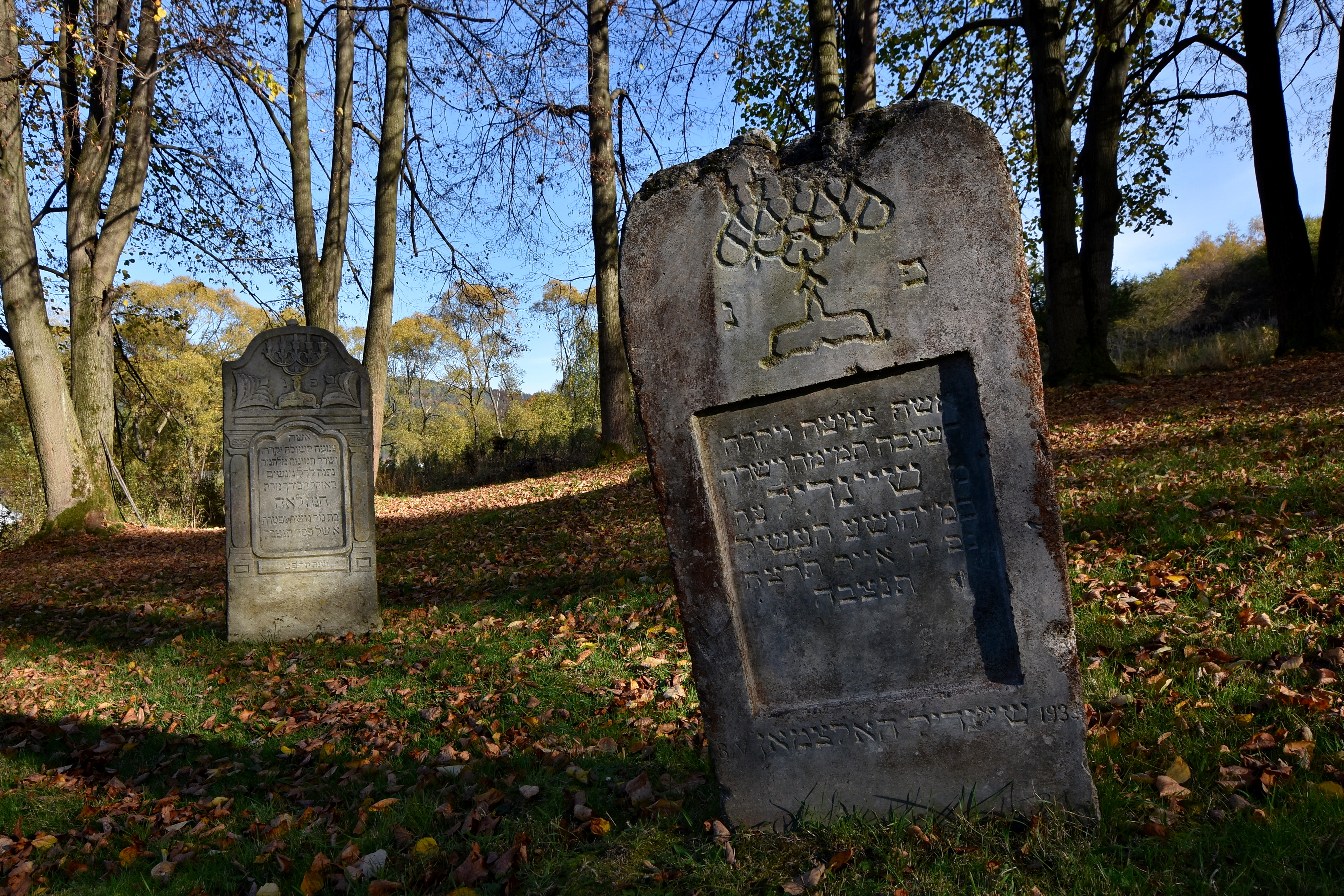
Macewy
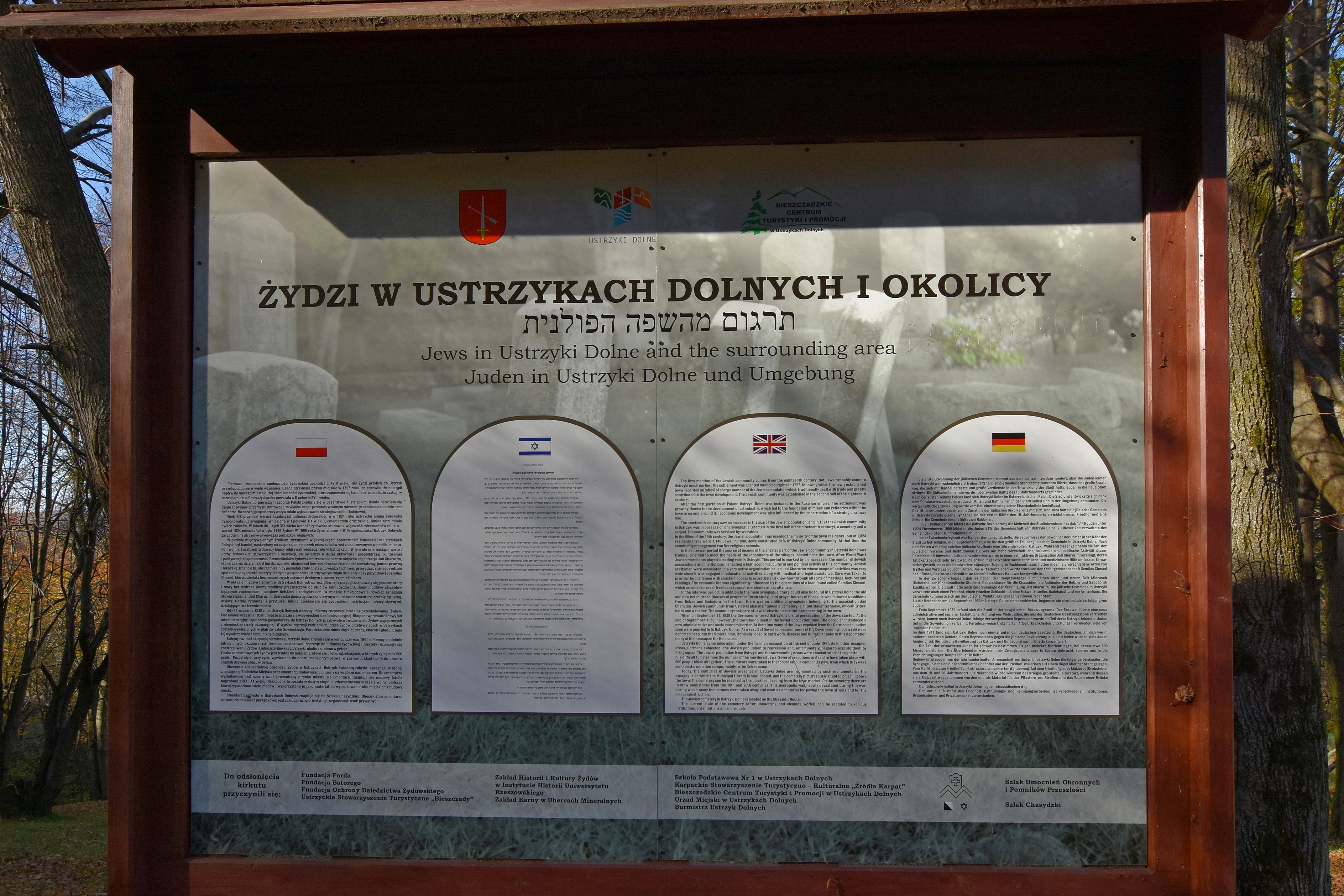
Tablica informacyjna w południowej części cmentarza.

## Pochowani
Wobec braku monografii cmentarza nie sposób wskazać, jakie znaczniejsze osoby zostały na nim pochowane.

## Współczesność
Stan zachowania cmentarza jest w pierwszej dekadzie XXI wieku stosunkowo dobry. Jest porośnięty zaroślami, które okresowo utrudniają do niego dostęp. Cmentarz został zinwentaryzowany w 2006 roku. 
Ocalało, wedle różnych źródeł, od około 20 przez około 50, 80, 237, 240, ponad 250 do około 300 macew. 
Najstarszy zachowany nagrobek pochodzi z drugiej połowy XVIII wieku. Istniejące źródła nie podają daty rocznej najnowszego zachowanego nagrobka, ograniczając się do wzmianki, iż na cmentarzu zachowały się nagrobki z XX wieku. Nagrobki, wykonane przeważnie z piaskowca i pokryte inskrypcjami w języku hebrajskim, są ustawione w ten sposób, iż ich lica zwrócone są na wschód-zachód. Na niektórych zachowały się ślady malatury. Na cmentarzu prawdopodobnie nie było wyznaczonych kwater. Najwięcej zachowanych nagrobków znajduje się w północnej części cmentarza przy jego wschodniej i zachodniej granicy. Dużą część macew pokrywają mchy i porosty. Część z nich jest uszkodzona i nieczytelna. Niektóre są spękane i przewrócone licami do ziemi. Czynniki te utrudniają odczytanie inskrypcji.
Jesienią 2006 wyznaczono szlak prowadzący z centrum miasta do cmentarza żydowskiego i ustawiono na jego terenie tablicę pamiątkową.